# 貢寮里
貢寮里為台灣新北市貢寮區轄下之里，面積3.9552平方公里。

## 範圍
長潭街、朝陽街、貢寮街、長泰路。

## 設施
貢寮里內設有環保公園，於長泰路18-2號旁。